# Onsdagsbröllopet

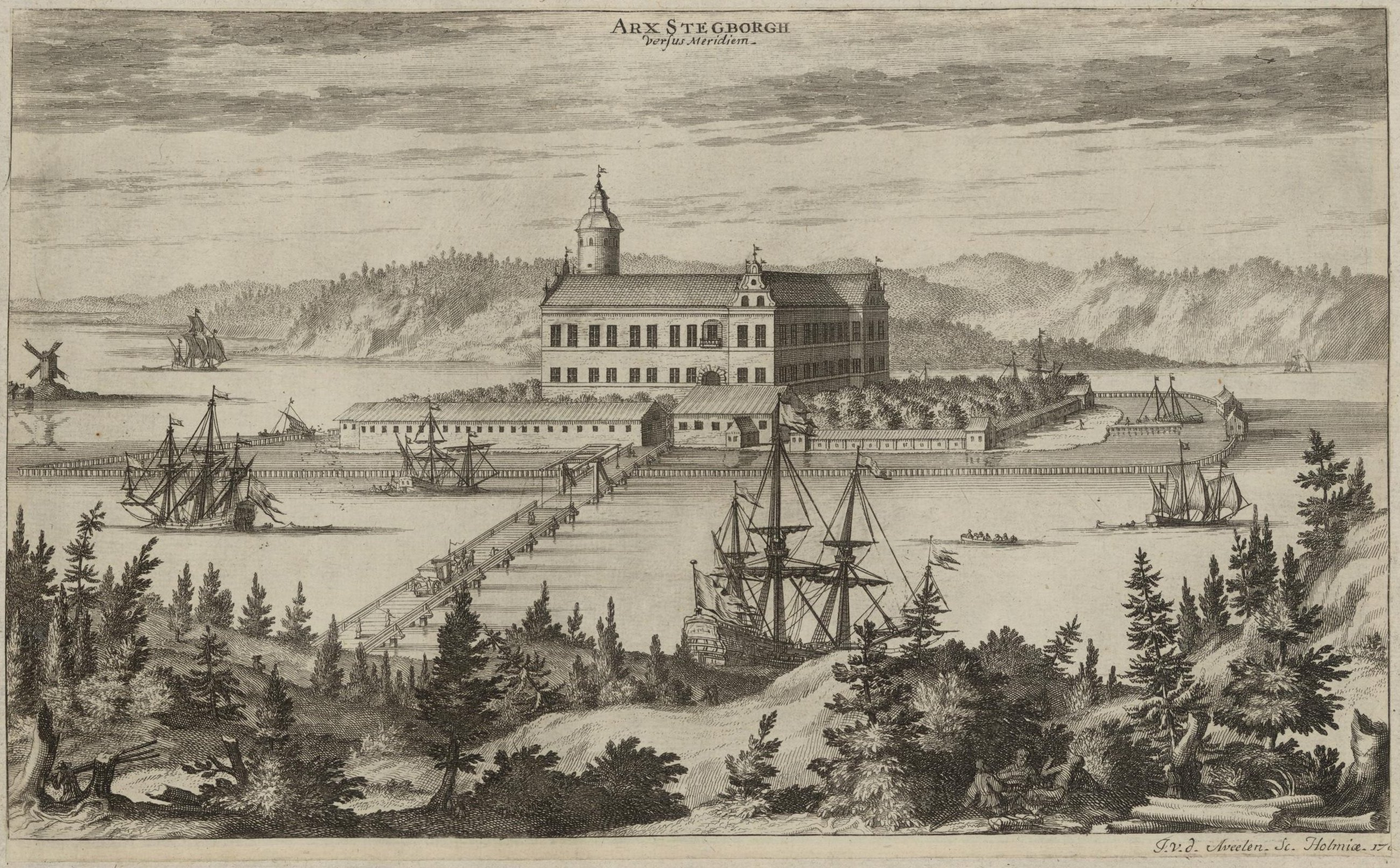
Stegeborgs slott, avbildat i Svecia Antiqua et Hodierna 1690.

Onsdagsbröllopet kallas den vigsel som den svenska prinsessan Anna Vasa arrangerade mellan Johan Gyllenstierna och Sigrid Brahe på Stegeborgs slott i mars 1595. Vigseln blev en av tidens största skandaler och löstes vid Söderköpings riksdag.

## Bakgrund
Efter att ha vistats tre år hos sin bror Sigismund i Polen, återvände Anna Vasa till Sverige för att bli den nya härskarinnan på det slott där hon var född; Stegeborg. En av hennes hovdamer var Sigrid Brahe. Sigrid var kär i Johan Gyllenstierna, men hennes föräldrar hade bestämt att hon skulle gifta sig med ädlingen Erik Bielke. Det gick rykten om att Bielke bar på "den onda sjukdomen", syfilis, men det förnekades bestämt från hans släkt, varpå Sigrid inte såg något annat råd än att gå med på förlovningen. Dock greps hon snart av tvivel.

## Bröllopet
Sigrid anförtrodde sig åt prinsessan Anna på Stegeborg som tog saken i egna händer, trotsade de högadliga ätterna Brahe och Bielke och kallade en onsdag i mars 1595 sina undersåtar att bevittna en bröllopsakt mellan Johan Gyllenstierna och Sigrid Brahe i slottskyrkan.

## Efterspel
Ätten Bielke hade i och med vigseln förolämpats och krävde att prelaten skulle näpsas och Johan Gyllenstierna dömas till döden. Hertig Karl, som minst sagt irriterats av prinsessans egna beslutsfattande, ingrep när det förbereddes en duell mellan Erik Bielke och Johan Gyllenstierna. Kulmen och avgörandet skedde på Söderköpings riksdag, där skandalen upptogs till protokollet. Både Anna och paret mottog häftiga protester, och Anna bad förgäves hertig Karl att beskydda paret mot familjen Bielke. Anna kunde framgångsrikt uppträda som medlare mellan familjerna och domen för paret blev ett års husarrest på sitt gods och två tusen riksdaler i böter: ett tusen åt de fattiga och ett tusen åt Bielkes familj. 
Efter slaget vid Stångebro 1598 valde prinsessan Anna att fly till sin bror Sigismund i Polen.
En visa har uppkommit om händelsen; "Herr Johan, han ligger vid sin unga frus sida; Herr Erik får gå utanföre och qvida."